# John Raymond Henry

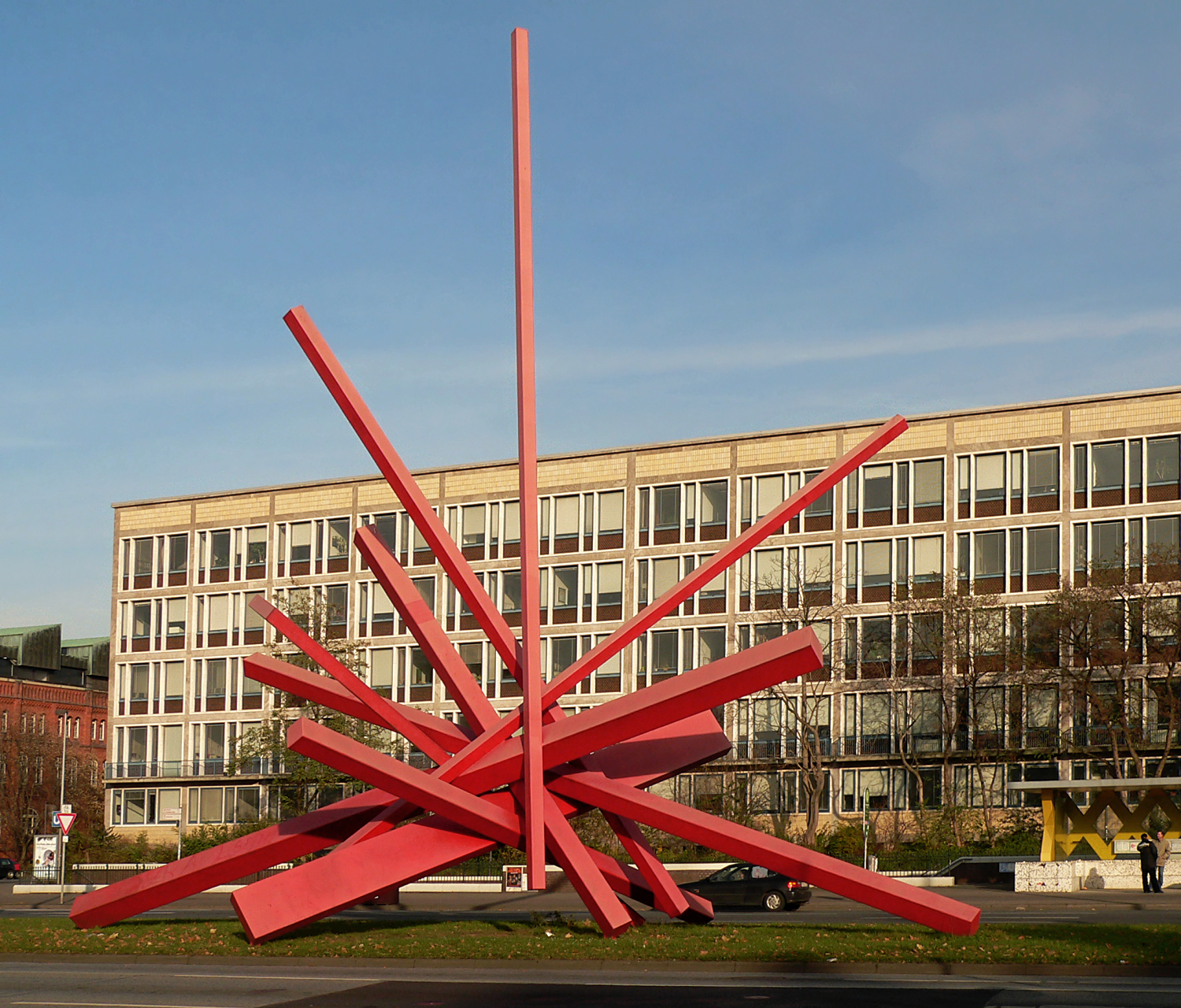
Symphony in Red (2000), auf dem Königsworther Platz in Hannover

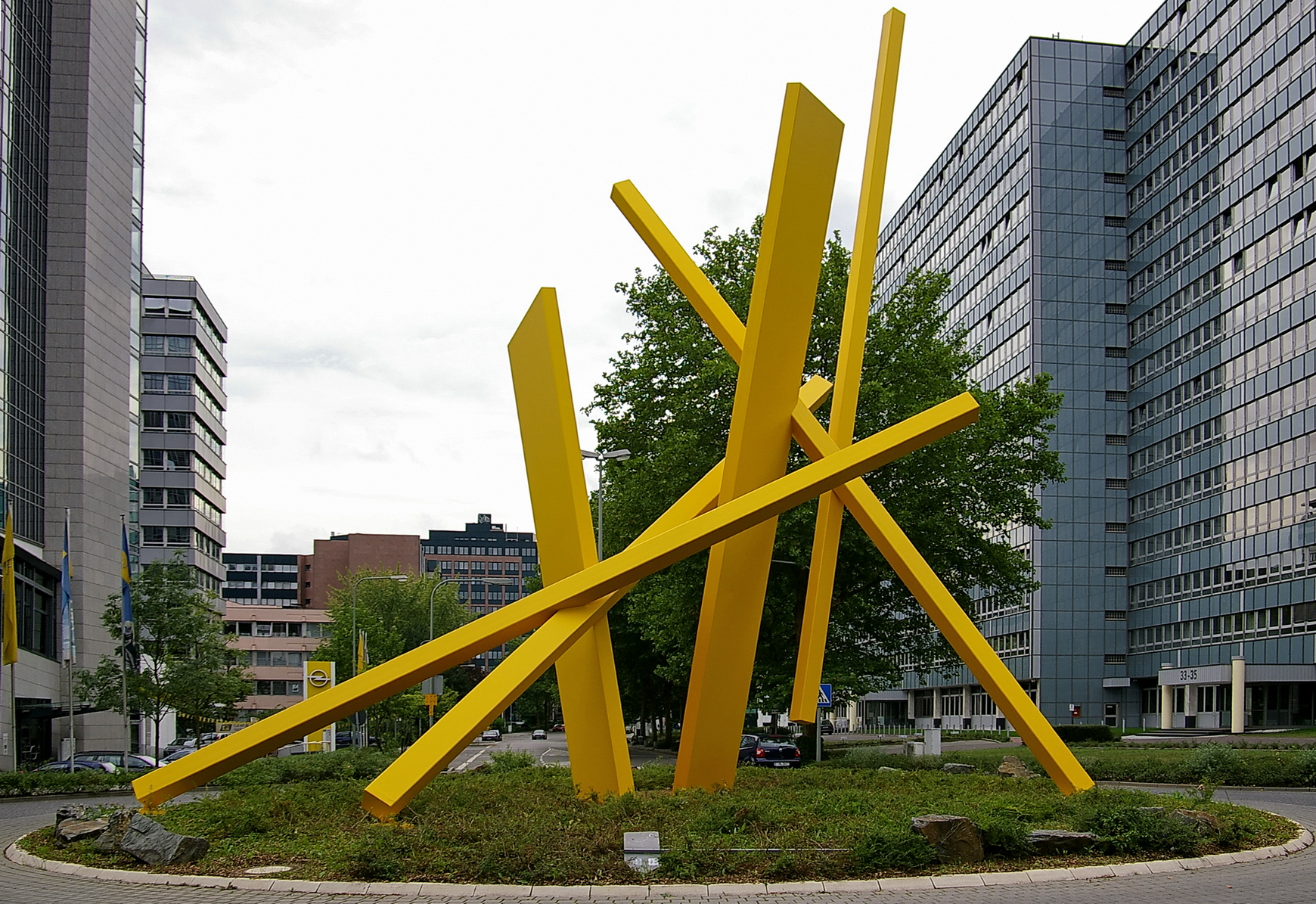
Fulcrum (2001), Eschborn

John Raymond Henry (* 11. August 1943 in Lexington, Kentucky; † 1. November 2022 in Brooksville, Florida) war ein US-amerikanischer Bildhauer, der für seine monumentalen konstruktivistischen Stahlskulpturen bekannt war.

## Leben
Henry studierte an der Universität von Kentucky (1961–65), am Art Institute of Chicago (1966–69) und an der Universität Chicago (1968–69).
Er unterrichtete Bildhauerei an den Universitäten von Iowa (1969), Wisconsin (1970), Chicago (1971) sowie am Art Institute of Chicago (1979–80).
Henry war – neben Mark di Suvero, Kenneth Snelson, Lyman Kipp and Charles Ginnever – Gründungsmitglied und von 1978 bis 1980 Vorstandsvorsitzender von ConStruct, einer künstlereigenen Galerie für großformatige Stahlskulpturen, die Ausstellungen quer durch die Vereinigten Staaten organisierte.
1991 wurde er Kuratoriumsmitglied der National Foundation for Advancement in the Arts, wiederholt leitete er das Programmkomitee.
1996 wurde ihm die Ehrendoktorwürde der Künste von der Universität von Kentucky verliehen.
Von 1996 bis 2008 war Henry zudem im Vorstand des International Sculpture Center tätig.
Henry kuratiert Ausstellungen in den Vereinigten Staaten und in Europa.
Am Chattanooga State College, Tennessee, erhielt er 2001 eine Professur für Künste.
Zudem kuratierte er dort das Outdoor Museum of Art.
Henry lebte und arbeitete in Chattanooga, Tennessee.
Die Liste seiner Arbeiten in öffentlichen Sammlungen und im öffentlichen Raum umfasst allein in den Vereinigten Staaten über 40 Arbeiten.
Er starb am 1. November 2022 im Alter von 79 Jahren.

## Werk
Henry begann seine künstlerische Laufbahn als Maler in den 1970er Jahren. Später schuf er mit die größten Stahlskulpturen (bis zu 30 m hoch) der Vereinigten Staaten.
All seine Skulpturen designte und fertigte er in seinen Ateliers in Chattanooga. Er verschweißte dabei gerade Stahlträger in einer Weise, dass der Betrachter den Eindruck hat, sie wären schwerelos. Manchmal, wie etwa bei den Arbeiten Symphony in Red (2000) in Hannover oder Fulcrum (2001) in Eschborn erscheinen die Stahlbalken, Mikadostäben gleich, im Augenblick ihres Falls eingefroren.